# Marsaxlokk
Marsaxlokk é um povoado da ilha de Malta, com 3534 habitantes (2014).. É um importante centro piscatório.